# Пакпатан
Пакпатан (урд. پاکپتن) је град у Пакистану у покрајини Панџаб. Према процени из 2006. у граду је живело 129.361 становника.

## Становништво
Према процени, у граду је 2006. живело 129.361 становника.
| 1981.  | 1998.   | 2006.   |
| ------ | ------- | ------- |
| 69.820 | 107.791 | 129.361 |